# 米倉昌達

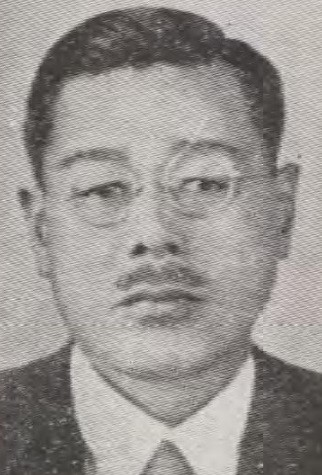
米倉昌達

米倉 昌達（よねくら まさよし / まさたつ、1886年（明治19年）7月15日 - 1937年（昭和12年）2月17日）は、大正から昭和期の薬学者、政治家、華族。貴族院子爵議員。旧姓・山口、旧名・重士。

## 経歴
子爵・山口弘達の三男として生まれ、1913年（大正2年）子爵・米倉昌臧の養子となり、同年3月、昌達と改名。養父の死去に伴い、1916年（大正5年）12月20日、子爵を襲爵した。
1911年（明治44年）東京帝国大学医科大学薬学科を卒業。さらに1916年、同大学医学科を卒業した。
1917年（大正6年）東京帝国大学伝染病研究所技手に就任。以後、同大学医科大学化学教室副手、同附属医院分院薬局長、日本医学専門学校教授兼学生監、千葉医科大学講師、京都薬学専門学校校長、昭和女子薬学専門学校校長、日本医科大学教授、同校学生監兼予科主任などを務めた。
1918年（大正7年）7月10日、貴族院子爵議員に選出され、研究会に所属して活動し、死去するまで3期在任した。
1937年の死去後、米倉家は女戸主となり栄典を喪失した。

## 親族
- 先妻：寿子（養父昌臧長女）[3]
- 後妻：道子（丸尾錦作長女）[3]
- 長女：達子（養子・五郎夫人）[3]
- 次女：安子（山田義元夫人）[3]
- 三女：芳子（蒲田太郎夫人）[3]
- 四女：昭子（井戶垣忠男夫人）[3]
- 養子：五郎（市井牧三郎七男）[3]
  - 長女：美矢子（武井紀夫夫人）[3]
  - 次女：弓子（高間一彥夫人）[3]